# Phasia nigra
Phasia nigra är en tvåvingeart som först beskrevs av Brooks 1945.  Phasia nigra ingår i släktet Phasia och familjen parasitflugor. Inga underarter finns listade i Catalogue of Life.